# Феодосійський повіт
Феодосійський повіт — історична адміністративно-територіальна одиниця Таврійської губернії. Адміністративний центр — місто Феодосія.
У господарчому відношенні до Феодосійського повіту відносилось Керч-Єнікальське градоначальництво.

## Підпорядкування
- Утворений у 1784 році у складі Таврійської області за указом імператриці Катерини ІІ від 2 (13) лютого 1784 року.
- З 1796 року — у складі Новоросійської губернії згідно з указом Павла І від 12 грудня 1796 року.
- З 1802 року — у складі відновленої Таврійської губернії.

Карта Феодосійського повіту 1902 року

18 жовтня 1921 року повіт ліквідовано відповідно до нового територіального розмежування з утворенням Кримської Автономної Соціалістичної Радянської Республіки у складі РРФСР.

## Географія

### Розташування
Охоплював східну частину Кримського півострова. З півдня прилягав до Чорного моря, зі сходу до Керченської протоки, з північного сходу та півночі — до Азовського моря.
Площа повіту — 6 152,5 квадратних верстов або 640 844 десятин, зокрема, під внутрішніми озерами (за винятком Сиваша) — 92,2 кв. вер., Арабатською стрілкою — 211 кв. вер. та під Керч-Єнікальським градоначальництвом — 143,9 кв. вер. (близько 15 тис. дес.)[джерело?].

## Населення
Населення в 1897 році становило 158119 мешканців (87037 чоловіків та 71082 жінок)[джерело?]

## Склад
Станом на 1886 рік налічував 43 сільських громад, 81 поселення у 8 волостях. Населення — 21382 особи (10759 чоловічої статі та 10623 — жіночої), 3789 дворових господарств.
|                     | Площа, десятин | У тому числі орної, дес. |
| ------------------- | -------------- | ------------------------ |
| Сільських громад    | 52519          | 12947                    |
| Приватної власності | 451783         | 102952                   |
| Казенної власності  | 20210          | 131                      |
| Іншої власності     | 64513          | 8909                     |
| Загалом             | 589025         | 124939                   |

### Волості та міста
- Владиславська
- Кишлавська
- Петрівська
- Салинська
- Сарайлинська
- Таракташська
- Цюріхтальська
- Шейх-Монакська
- повітове місто Феодосія зі слободами Караїмська, Карантинна, Митридатська, Новогеоргіївська, Ново-Карантинна, Саригольська, Татарська, форштадтами Татарський, Феодосійський, передмістя пані Ольшевської, Феодосійський порт, Садова дільниця, дача у передмісті Чураєва.
- заштатне місто Старий Крим зі слободами Болгарська, Грецька, Татарська.